# ザ・ダルズ・カーネギー図書館
ザ・ダルズ・カーネギー図書館（ザ ダルズ カーネギーとしょかん、The Dalles Carnegie Library）はアメリカ合衆国オレゴン州ザ・ダルズの四番通りとワシントン通りの街角にある歴史的建造物。実業家のアンドリュー・カーネギーの資金援助により建築された2,509の図書館の一つである。10,000ドルの助成金は1907年3月10日に承認され、ザ・ダルズ・カーネギー図書館（The Carnegie Library of The Dalles）として1910年9月に完成した。
建物は1966年9月まで、地元の公共図書館として使用された。1967年、ザ・ダルズ美術クラブ（The Dalles Art Club）により市から賃借され、美術センターとして使われるようになった。1997年7月、市は建物を既に法人化した美術センターの運営団体、ザ･ダルズ美術協会（The Dalles Art Association）に譲渡した。1978年、アメリカ合衆国国家歴史登録財に追加された。